# 江南區 (韓國)
江南區（韩语：／ Gangnam gu）是韓國首都首爾的一個行政區，位於漢江以南。該區是首爾的重要商業地帶，新沙、驛三、論峴、三成都是不少跨國企業的辦公室所在地。狎鷗亭是本地著名的高級時裝店集中地，論峴洞是不少電影公司的所在地。江南区为韩国的教育中心地，与瑞草区构成“江南八学群”（강남 8학군），在韩国“江南”一般特指江南站所在的瑞草区及江南区两个区。

## 地理
全區面積39.55平方公里，北部近岸是平地或填海地，或有部份小山丘；而南部是山區。东面以炭川为界与松坡区相接；
連接汉南大桥及新沙洞漢南大路南段與瑞草區良才洞的江南大路是本區與瑞草区的分界線；南面沿着九龍山、大母山与瑞草区及京畿道城南市相邻，北面隔漢江与龙山区和城东区相望。

## 人口
根據2000年的統計，該區有戶籍171,002戶，人口521,842人。

## 行政區劃

行政區劃圖

截至1995年1月11日，江南區合共分為26個行政洞、15個法定洞，之後各行政洞間的邊界未有改變。26個行政洞及所對應之法定洞如下：
| 行政洞    | 行政洞   | 法定洞   | 法定洞   |
| 漢字名稱  | 韓語名稱 | 漢字名稱 | 韓語名稱 |
| --------- | -------- | -------- | -------- |
| 開浦1洞   |          | 開浦洞   |          |
| 開浦2洞   |          | 開浦洞   |          |
| 開浦4洞   |          | 開浦洞   |          |
| 論峴1洞   |          | 論峴洞   |          |
| 論峴2洞   |          | 論峴洞   |          |
| 大峙1洞   |          | 大峙洞   |          |
| 大峙2洞   |          | 大峙洞   |          |
| 大峙4洞   |          | 大峙洞   |          |
| 道谷1洞   |          | 道谷洞   |          |
| 道谷2洞   |          | 道谷洞   |          |
| 三成1洞   |          | 三成洞   |          |
| 三成2洞   |          | 三成洞   |          |
| 水西洞    |          | 水西洞   |          |
| 細谷洞    |          | 細谷洞   |          |
| 細谷洞    | 紫谷洞   |          |          |
| 細谷洞    | 栗峴洞   |          |          |
| 新沙洞    |          | 新沙洞   |          |
| 狎鷗亭1洞 |          | 狎鷗亭洞 |          |
| 狎鷗亭2洞 |          | 狎鷗亭洞 |          |
| 驛三1洞   |          | 驛三洞   |          |
| 驛三2洞   |          | 驛三洞   |          |
| 逸院本洞  |          | 逸院洞   |          |
| 逸院1洞   |          | 逸院洞   |          |
| 逸院2洞   |          | 逸院洞   |          |
| 清潭1洞   |          | 清潭洞   |          |
| 清潭2洞   |          | 清潭洞   |          |

## 歷史沿革
現時的江南區，在朝鮮王朝時代包括有京畿道廣州郡（광주군）大旺面的一部分地区、彥州面整个地区及果川郡上鼓面和东面地区。1963年被編入首爾特別市，成為城東區彥州分理處的屬下組織，1973年新設永洞分理處。
- 1975年10月1日：從城東區分離。新成立的江南區包括有：明逸洞、下一洞、 古德洞、上一洞、吉洞、遁村洞、岩寺洞、城内洞、风纳洞、千户洞、松坡洞、石村洞、三田洞、可乐洞、夷洞、梧琴洞、芳夷洞、文井洞、长旨洞、巨馀洞、马川洞、蚕室洞、新川洞、逸院洞、水西洞、紫谷洞、栗岘洞、细谷洞、浦二洞、开普洞、道谷洞、论岘洞、新沙洞、鹤洞、狎鸥亭洞、清潭洞、三成洞、大峙洞、廉谷洞、内谷洞、新院洞、盘浦洞、蚕院洞、瑞草洞、良才洞、牛眠洞、院趾洞[5]。
- 1979年10月1日：下一洞、上一洞、明逸洞、古德洞、岩寺洞、千户洞、城内洞、风纳洞、吉洞、遁村洞、巨馀洞、马川洞、芳夷洞、夷洞、梧琴洞 、松坡洞、石村洞、可乐洞、文井洞、蚕室洞、新川洞逸院和三成洞、三田洞、水西洞、自谷洞、栗岘洞、长旨洞的一部分区域從江南區分離，成立江東區[6]。

## 交通

### 道路
- 主要公路：江南大路、德黑蘭路

### 鐵路
韓國鐵道公社
- ●首都圈電鐵水仁·盆唐線：狎鷗亭羅德奧站 - 江南區廳站 - 宣靖陵站 - 宣陵站 - 漢堤站 - 道谷站 - 九龍站 - 開浦洞站 - 大母山站 - 水西站

新盆唐線
- ●新盆唐線：江南站

首爾交通公社
- ●首爾地鐵2號線：三成站（會展中心） - 宣陵站 - 驛三站 - 江南站
- ●首都圈電鐵3號線：狎鷗亭站（現代百貨） - 新沙站 - （瑞草區） - 梅峰站 - 道谷站 - 大峙站 - 鶴灘站 - 大廳站 - 逸院站 - 水西站
- ●首爾地鐵7號線：清潭站（韓國金交易所） - 江南區廳站 - 鶴洞站 - 論峴站

首尔市地铁9号线
- ●首爾地鐵9號線：新論峴站 - 彥州站 - 宣靖陵站 - 三成中央站 - 奉恩寺站

SR
- 水西平澤高速線（● 水西高速鐵道）：水西站

## 旅遊
- COEX：位於2號線三成站，包括有：展覽中心、ASEM Tower、Trade Tower等建設。
- 論峴街區（논현 가구거리）：首爾的高尚住宅區，由7號線鶴洞站和論峴站附近的街區組成，以當地的最高級收入和中高級收入人口為主。
- 良才川（양재천）：生態景點。
- 島山公園（도산공원）
- 狎鷗亭
- 江南地下商街（興建中）
- 新沙洞街路樹街（신사동 가로수길）：位於江南大路和狎鷗亭洞的大街，路旁種滿銀杏樹，加上路旁的兩層式住宅，是江南區少數具有歐陸小鎮式異國風情的大街。
- 奉恩寺（봉은사）：位於三成洞。
- 宣靖陵（선정릉）：位於2號線宣陵站附近。

## 教育
- 首爾程愛學校：江南區高尚住宅區一家以佛教思想為宗旨，以「愛、健康及希望」為校訓的小學。

## 軼事
- 韓國歌手PSY以江南區為主題的歌曲《江南Style》於2012年推出後一砲而紅，也打響江南區的國際知名度。PSY在2013年發行的單曲《Gentleman》 MV也有在江南區取景拍攝。PSY本人也是在江南區土生土長。
- 江南區的貴價大平頂樓房，是因為漢江海景瞭望權，而進行樓高限制，在清潭洞、狎鷗亭，尤其是在奧運會大道更為嚴重。[7]
- 江南區雖然是富人區，但由於韓國主辦1988年夏季奧運會，不少貧民因1980年代政府整頓市容的政策而遷到開浦洞的九龍村，使該村成為貧民窟。

## 圖片

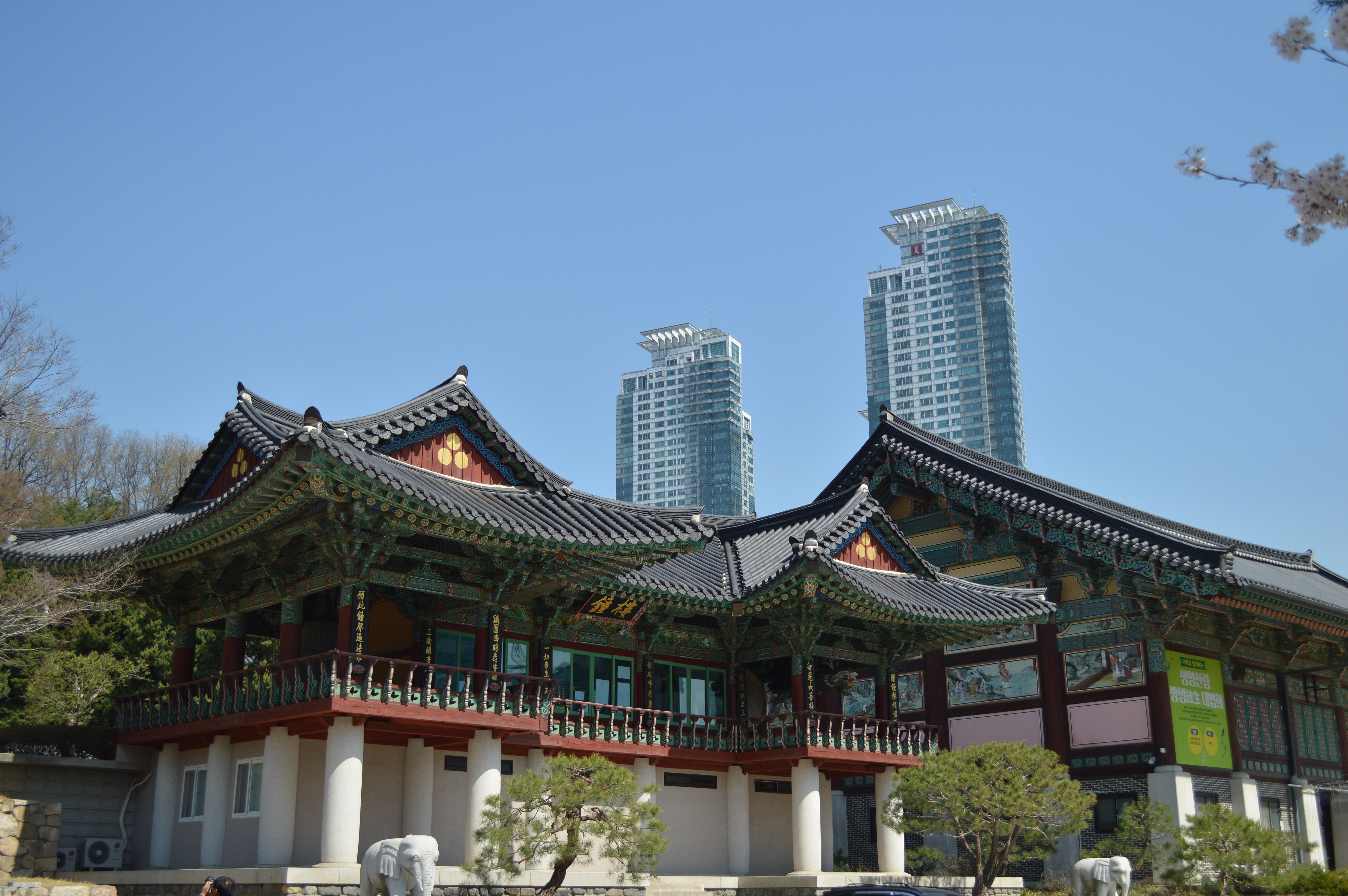
奉恩寺
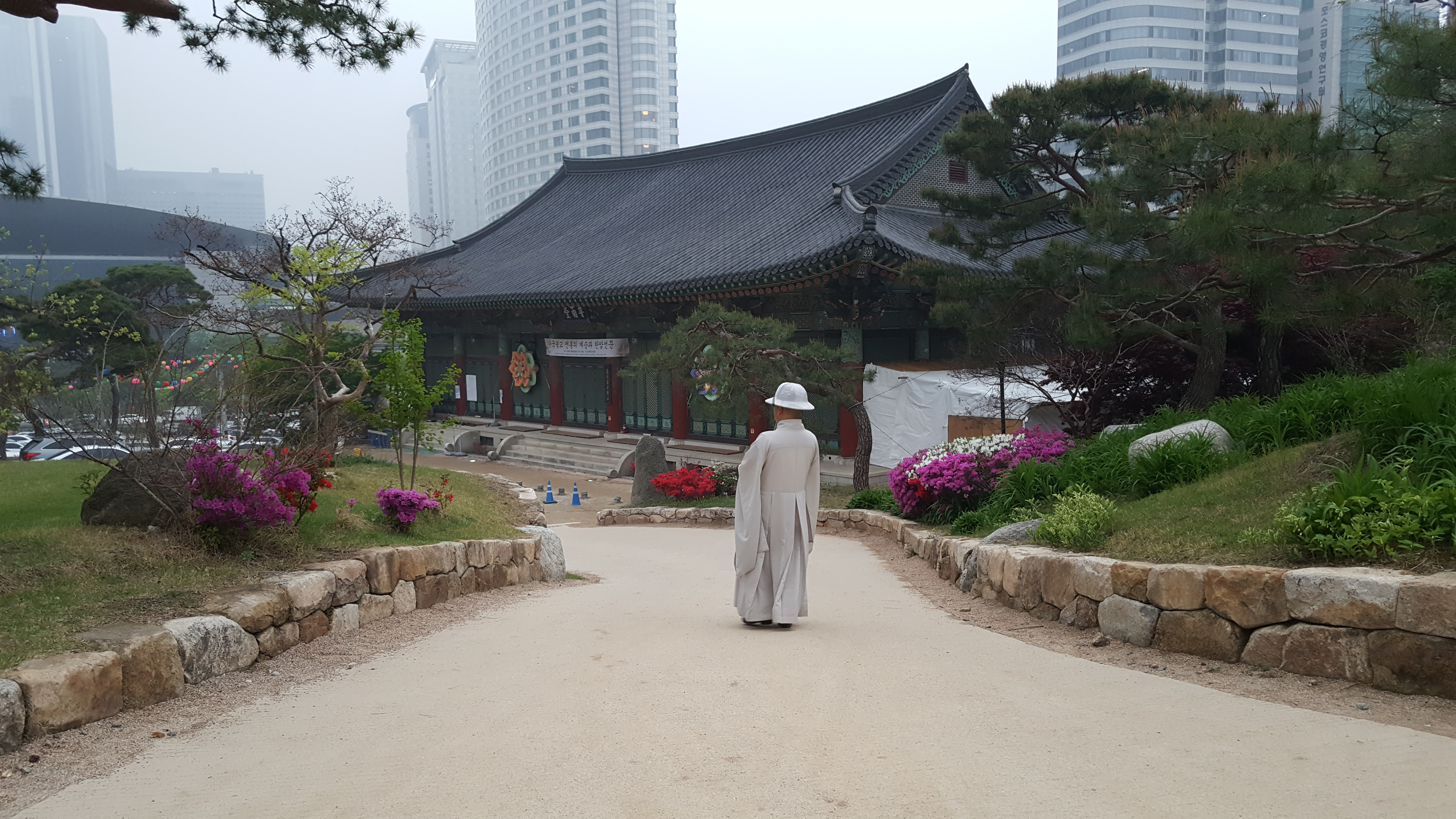
奉恩寺
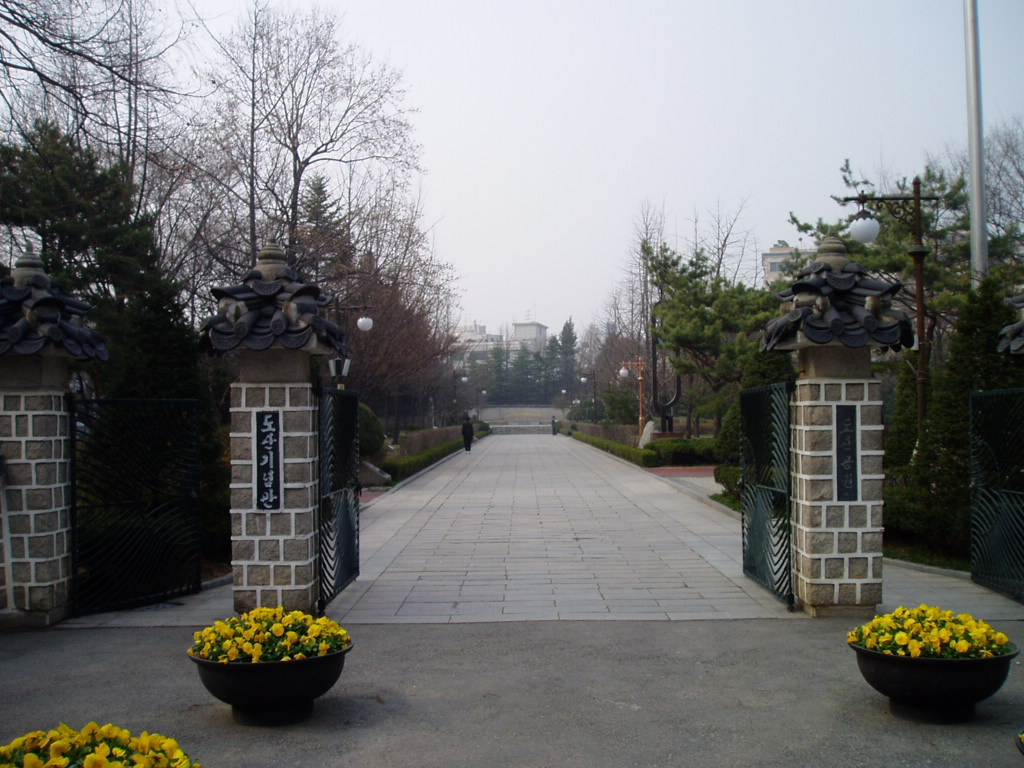
德黑蘭路
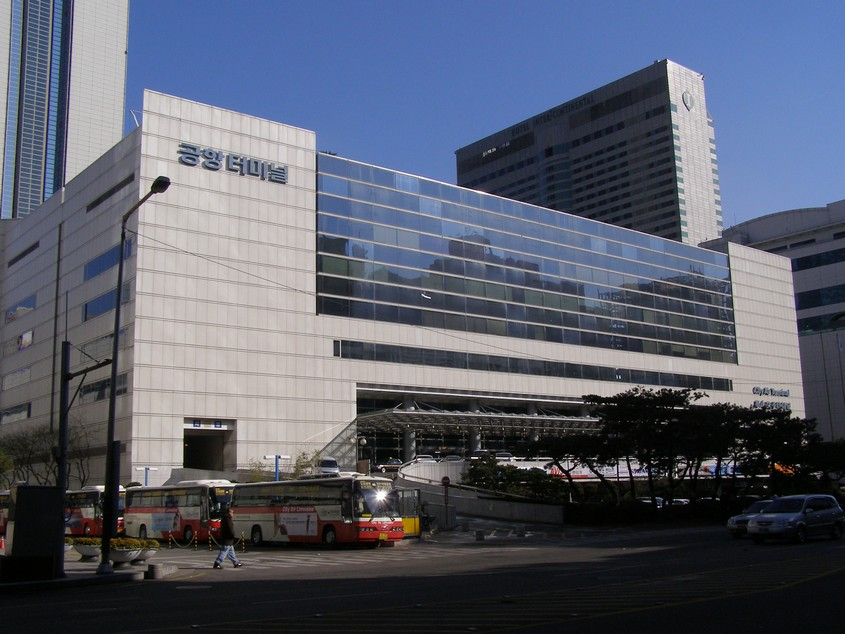
韓國都心空港
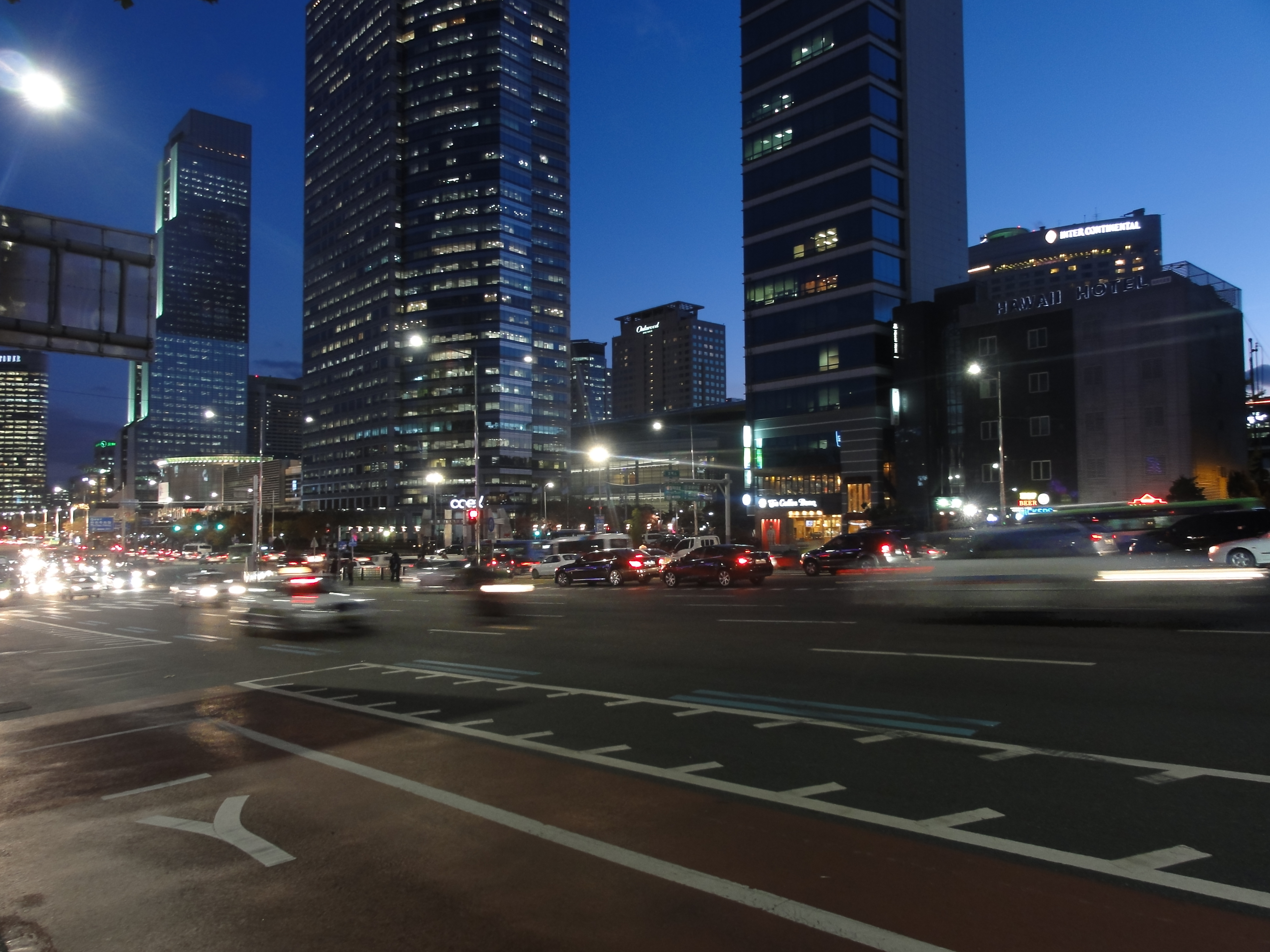
三成洞永東大路
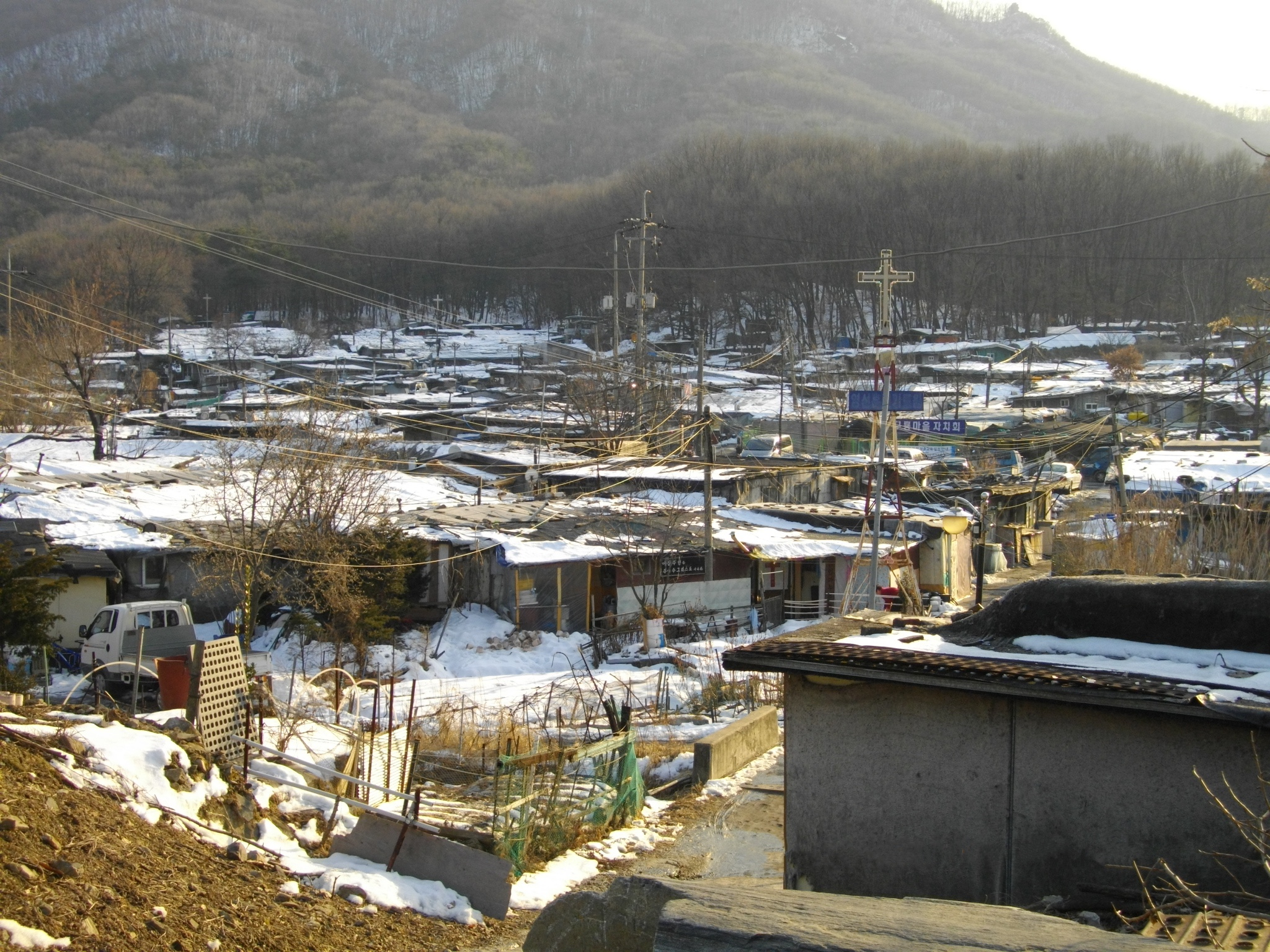
九龍里
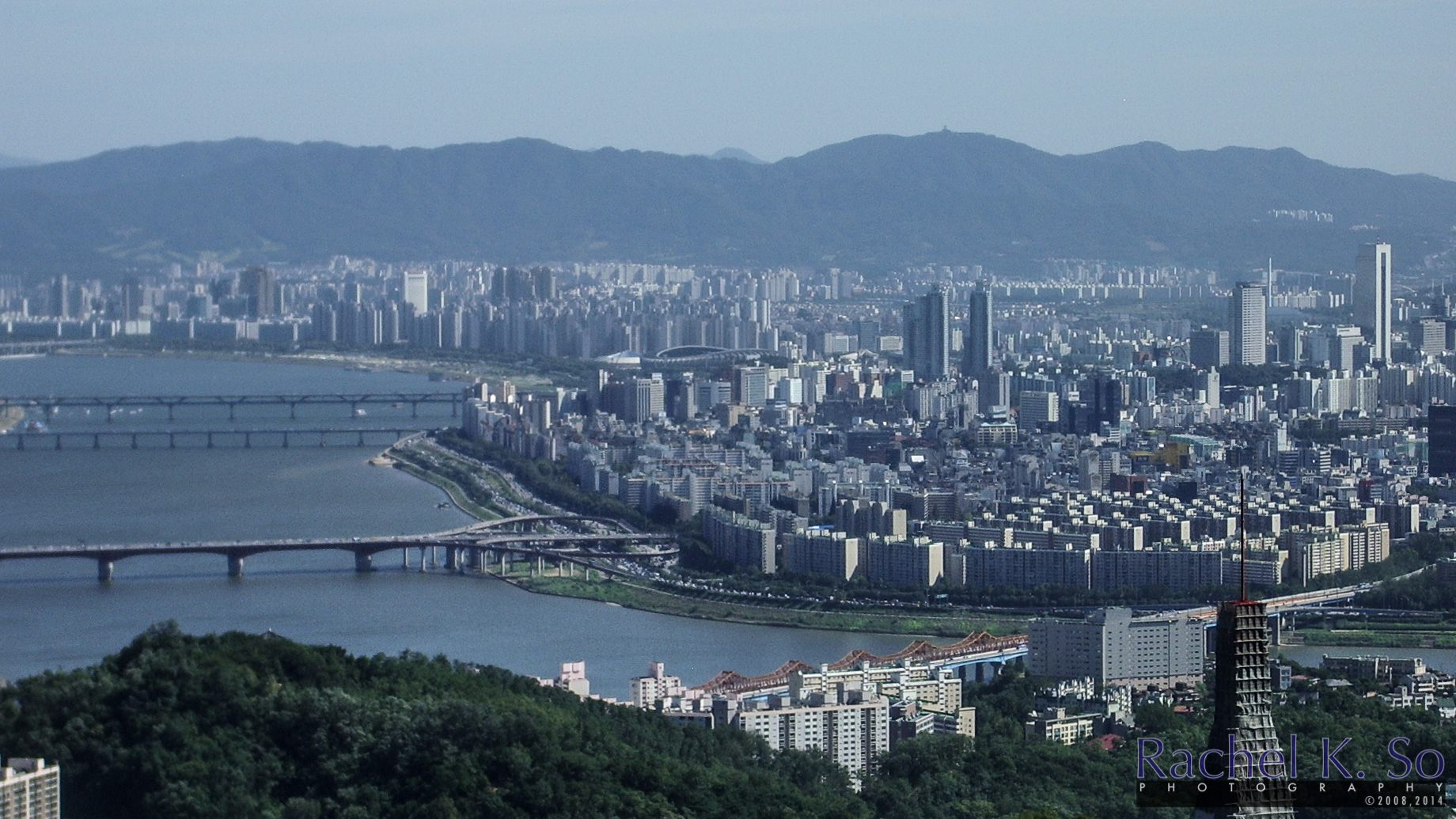
從N首爾塔眺望江南區
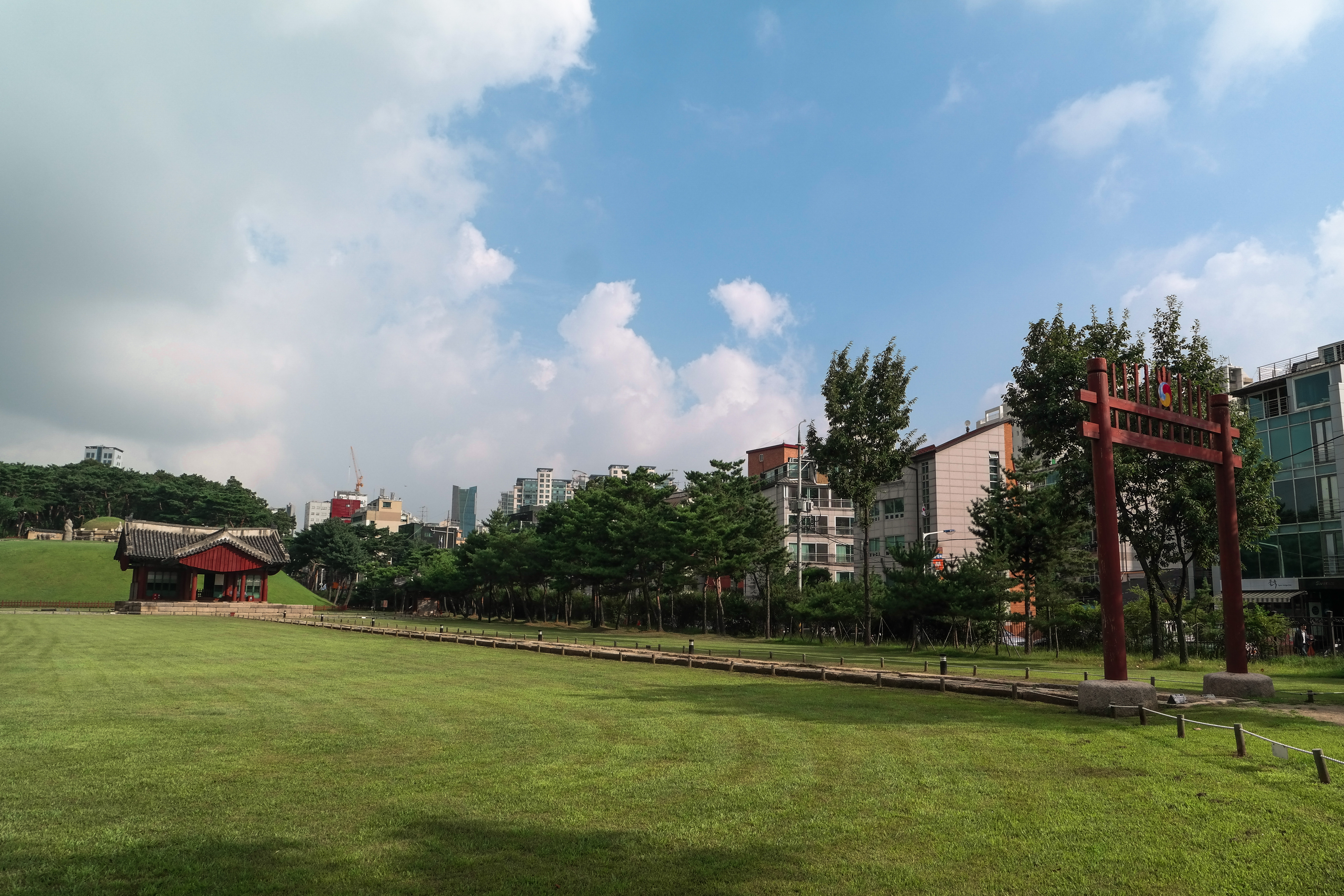
宣靖陵靖陵部分

## 外部連結
- 江南區廳網址 （页面存档备份，存于）
- 显示为江南区形象 （页面存档备份，存于）